# Chilotilapia rhoadesii
Chilotilapia rhoadesii, noto anche come abramide del Malawi (Malawi bream, in inglese), è l'unico membro conosciuto del genere Chilotilapia. È una specie di ciclidi endemica del Lago Malawi nell'Africa Orientale, dove predilige aree con substrati fangosi, dalla costa fino alle acque profonde. È anche utilizzato come pesce da acquario. Si nutre principalmente di lumache dei generi Melanoides e Lanistes. Può raggiungere una lunghezza di 22,5 centimetri (lunghezza totale). Sebbene sia comunemente chiamato "abramide", ciò è dovuto soltanto al suo aspetto, poiché è completamente non correlato agli abramidi veri e propri, che sono della famiglia cypriniformes.